# Marie Ennemond Camille Jordan
Marie Ennemond Camille Jordan (ur. 5 stycznia 1838 w Lyonie, zm. 22 stycznia 1922 w Paryżu) – matematyk francuski znany szerzej pod swoim trzecim imieniem jako Camille Jordan.

## Dorobek naukowy
Jordan był jednym ze współtwórców francuskiej szkoły teorii funkcji, od jego nazwiska pochodzą: miara Jordana, twierdzenie Jordana, postać Jordana i krzywa Jordana. Zajmował się też algebrą (m.in. wyjaśnił ideę Évariste’a Galois), teorią grup, której był również aktywnym propagatorem. Jego prace dotyczyły ponadto topologii, analizy matematycznej, równań różniczkowych i krystalografii.
Był wrogiem wszelkiej rozwlekłości – jego prace charakteryzują się dużą precyzją i zwięzłością.

## Życiorys
Studiował matematykę w École Polytechnique i Collège de France w Paryżu, a później w latach 1876–1912 wykładał tam jako profesor. W latach 1885–1921 wydawał czasopismo Journal des Mathématiques Pures et Appliquées. Był członkiem Francuskiej Akademii Nauk (od 1916 jej prezesem) oraz Petersburskiej Akademii Nauk.
Mimo dobrej sytuacji materialnej (posiadał m.in. hotel na przedmieściach Paryża), prowadził ascetyczny tryb życia. Nie lubił składać wizyt towarzyskich, ani przyjmować gości.